# プラスチックローミング
プラスチックローミングとは、同一のSIMカード・UIMカード・R-UIMカードを異なる事業者の携帯電話で利用出来るようにすることである。プラスティックローミングと標記される場合もある。

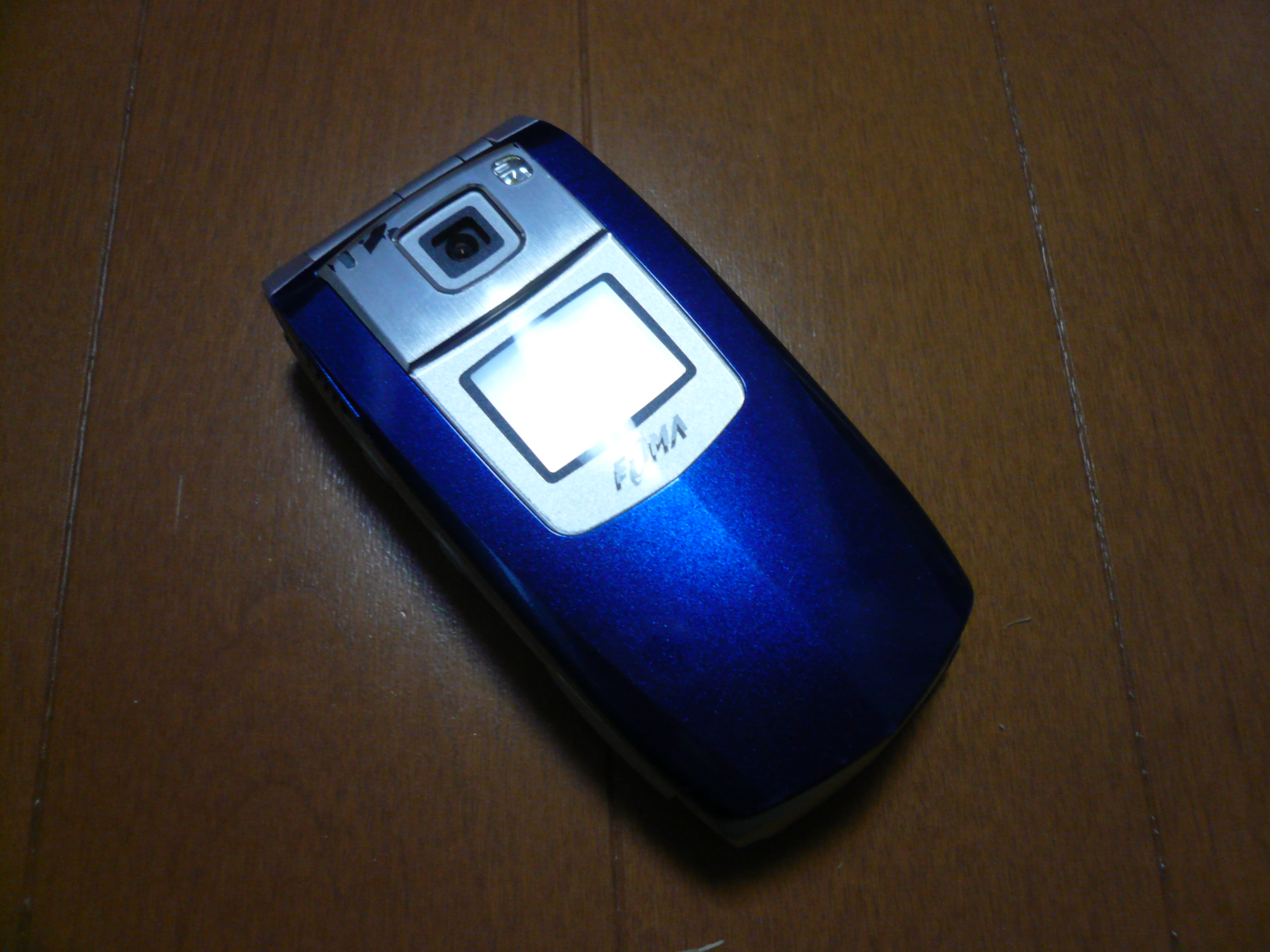
WORLD WING 初代対応 FOMAN900iG

## 概要
GSM携帯電話に加えてイリジウム衛星携帯電話も端末機にSIMカードを使用しているが、このイリジウム用のSIMカード等を別の事業者のGSM携帯電話に装着して利用出来る様な状況を指す。
日本での具体的なサービス事例としては、NTTドコモの「WORLD WING」、KDDI／沖縄セルラー電話の「au グローバルパスポートGSM」、ソフトバンクの「世界対応ケータイ」(SoftBankブランドとY!mobileのタイプ1が対象)及び「国際ローミング」(Y!mobileのタイプ2と一部を除くデータ端末、及び旧・イー・アクセス契約の端末が対象)などがある。